# Tramways Sport Club (Fortaleza)
Pour les articles homonymes, voir Tramways Sport Club.
Le Tramways Sport Club était un club brésilien de football basé à Fortaleza dans l'État du Ceará.

## Palmarès
- Championnat du Ceará :
  - Champion : 1940